# Gnojówka

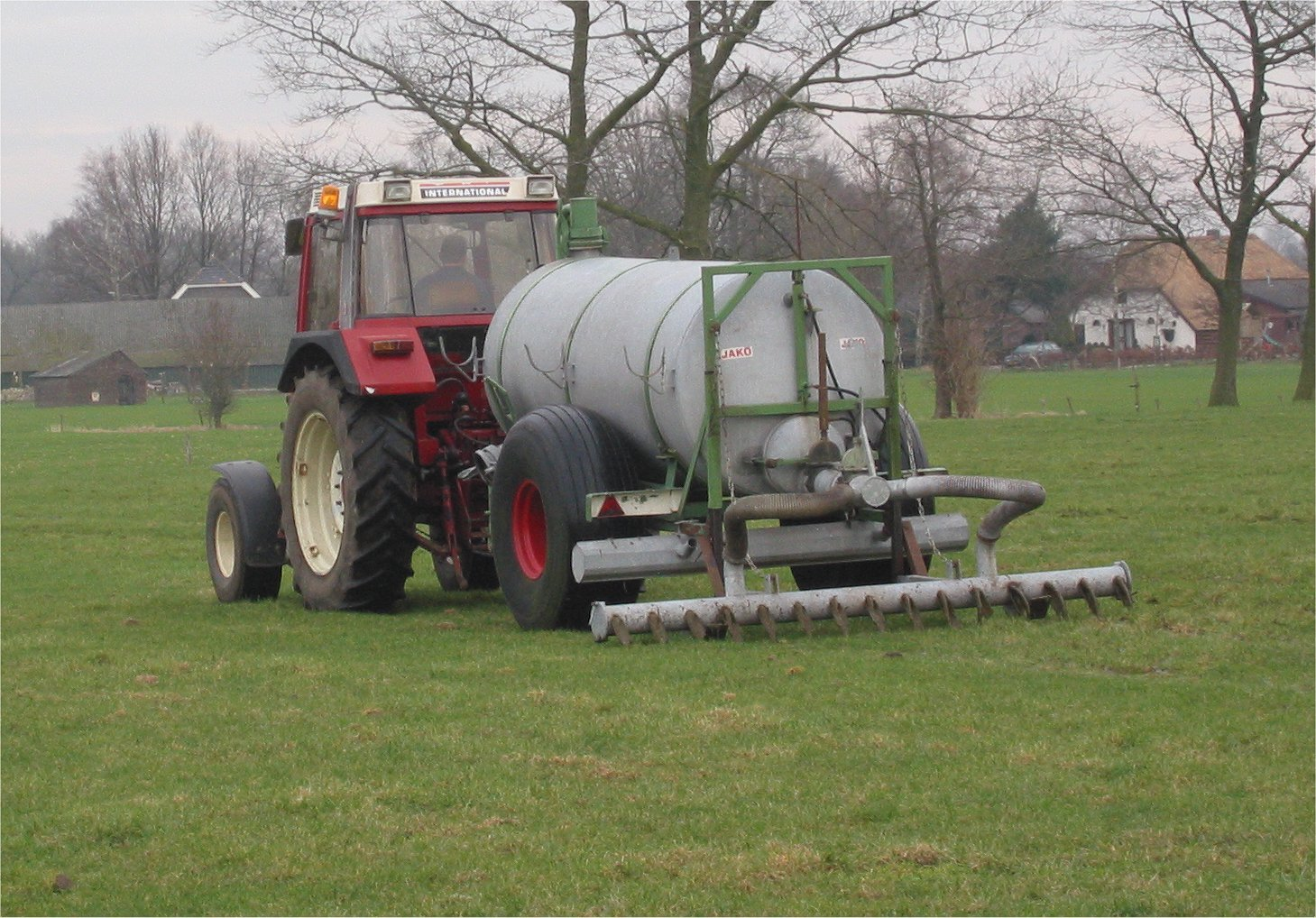
Beczkowóz do rozlewania gnojówki

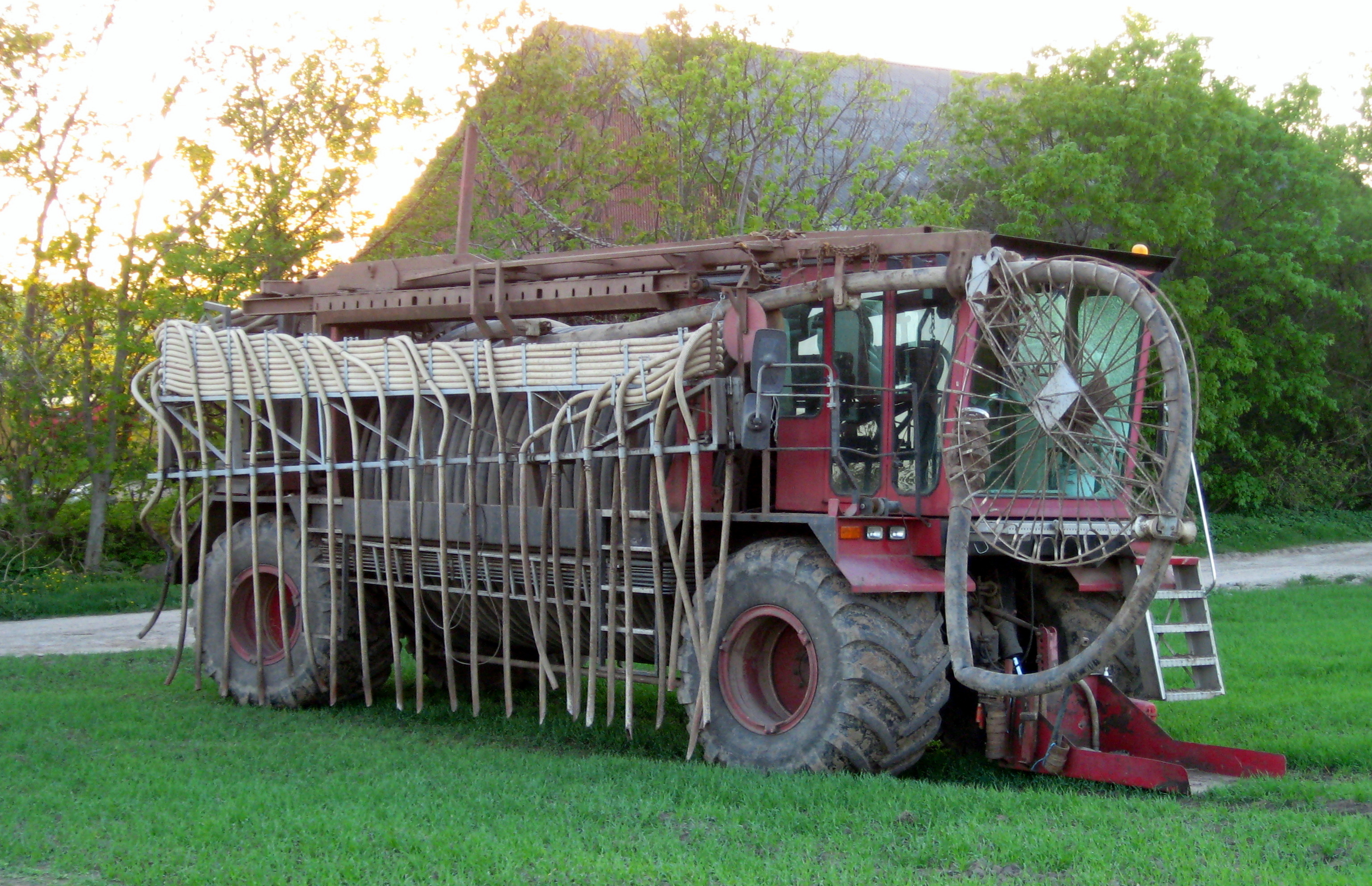
Beczkowóz do rozlewania gnojówki

Gnojówka – przefermentowany mocz gromadzony w zbiornikach. Jest nawozem jednostronnym, gdyż prawie całkowicie pozbawionym fosforu. Zawiera przeciętnie 1-3% suchej masy, 0,3-0,6% N, 0,68-0,83% K i poniżej 0,04% P.
Nawożenie gnojówką powinno być uzupełnione nawożeniem fosforowym np. przez zastosowanie superfosfatu, którego można dodać bezpośrednio do zbiornika z gromadzoną gnojówką. Ilość dodawanego superfosfatu powinna wynosić ok. 25-30 kg/1 m³ gnojówki. W gnojówce przefermentowanej organiczne związki azotu przekształcają się w formy mineralne. Stosowana jako naturalny nawóz azotowo-potasowy.
Ilość gnojówki stosowana na użytkach zielonych waha się w granicach 10-20 m³/ha. Nawóz ten przed zastosowaniem powinien zostać rozcieńczony wodą w stosunku 1:1-1:4.